# Nothobartsia aspera
Nothobartsia aspera är en snyltrotsväxtart som först beskrevs av Felix de Silva Avellar Brotero, och fick sitt nu gällande namn av M. Bolliger och U. Molau. Nothobartsia aspera ingår i släktet Nothobartsia och familjen snyltrotsväxter. Inga underarter finns listade i Catalogue of Life.